# Jan Błachowicz
Jan Maciej Błachowicz, född 4 februari 1983 i Cieszyn, är en polsk MMA-utövare som sedan 2014 tävlar i Ultimate Fighting Championship och sedan 27 september 2020 är organisationens lätt tungviktsmästare.